# Parc Tianshan
Le parc Tianshan (chinois simplifié : 天山公园 ; chinois traditionnel : 天山公園 ; pinyin : Tiānshān gōngyuán) est un parc du district de Changning, à Shanghai, en Chine. Il se situe à l'intersection de Yan'an West Road et Kaixuan Road.

## Historique
- En 1958 une grande quantité de terre a été excavée pour former un lac artificiel en forme de gourde, nommé Gourd Lake. Des arbres ont été plantés autour du lac pour en faire un parc.

- Le parc a ouvert ses portes en 1959, le jour de la fête nationale chinoise. Il a été nommé Fahua Park (法华公园). En 1965, il a été rebaptisé parc des sports de la défense nationale du district de Changning (长宁区国防体育公园). Enfin, en 1975, il a pris le nom actuel de parc Tianshan[1].

- En 1977, le pavillon Bibo a été construit.

- En 1984, les collines Rongshan et Cangshan ont été construites.

- En 1989, pour commémorer le premier anniversaire de la ville de l'amitié entre le district de Changning et la préfecture d'Osaka, au Japon, un monument en pierre a été érigé sous le pavillon pour construire une forêt de cerisiers en fleurs[pas clair]. Le pavillon Shanse a été renommé Pavillon Sakura[2].

- En 1985, le pavillon Huguang et l'île Scenery ont été construits.

## Points d’intérêt du parc
Le parc a une superficie de 68 000 m2, dont 16 700 m2 de plan d'eau et 12 400 m2 de prairies. L'entrée est pour l'instant gratuite. 

### Étang aux lotus (荷花池)
L'étang, d'une superficie d'environ 400 m2, est planté de lotus. Il a une forme de prune et est entouré de rochers. 
Un pont en arc de pierre, situé à son extrémité nord-est, permet de voir l'étang aux lotus et la rive du lac. Il mesure 30 m de long et 6 m de large. 

### Lac Hulu (葫芦湖)
D'une superficie de 16 700 m2, ce lac a une île pittoresque d'une superficie de 1 100 m2. Plus de 450 sapins d'eau  et roses de Chine sont plantés sur l'île. 

### Monument des martyrs (烈士纪念碑)
Il a été construit pour commémorer les martyrs du district de Changning morts lors de la guerre sino-vietnamienne. La stèle a la forme d'une fleur de magnolia blanc. Haute de 6,1 m, elle est en granit. Des gardénias, osmanthes, camélias, pommiers à fleurs, etc. sont plantés autour du monument. 

### Rongshan, Luanshan (嵘山、峦山)
La colline Rongshan mesure 5 m de haut. Luanshan est une extension de Rongshan au nord, et contient de nombreuses espèces d'arbres.  
Un monument, de 1 m de haut et 0,4 m de large, a été construit sur le flanc de la colline en 1989. Il est en l'honneur de la coopération entre le district de Changning et la ville de Hirakata, dans la préfecture d'Osaka. Une forêt de sakura a été plantée autour du monument et le pavillon Sanse a été renommé pavillon Sakura.

### Pavillon Bibo (碧波廊)
Situé au sud-est du lac, c'est un bâtiment qui combine pavillons, couloirs et terrasses. Il y a des bancs en pierre au sud du pavillon.  

### Pavillon Huguang (湖光榭)
Il est situé au bout du lac, en face du pavillon Bibo. Il possède des tuiles vernissées vertes et un sol en pierre. Le côté nord du pavillon est un mur, le côté est du pavillon est ouvert. Le pavillon fait face à l'eau sur trois côtés et mesure 12 m de long et 4 m de large. Des bancs de pierre sont placés autour de la surface de l'eau. 

### Jardin des pivoines (牡丹园)
Reconstruit en 2014, le parc compte trois zones de pivoines pour une superficie totale cultivée d'environ 1 100 m2. Il y a plus de 10 variétés de pivoines de couleurs différentes, totalisant plus de 400 plantes. Le pavillon aux Pivoines dans le jardin des pivoines a été construit en 2014. Le pavillon a une structure en bois avec des tuiles vernissées vertes et une flèche. 

## Transport en commun
- Métro ligne 3 et ligne 4 : station Yan'an West Road Station.
- Bus no 190 : Kaixuan Road et Yan'an West Road Station.
- Bus no 71 : station Kaixuan Road.